# Saint George, Queensland
Saint George este un orășel cu aproximativ 2.410 locuitori (2006) situat în sud-vestul statului Queensland din Australia. El se află situat pe Balonne River la circa 520 km. de Brisbane și la 390 km de Toowoomba. Locul a fost descoperit în anul 1846 de Thomas Livingstone Mitchell care a traversat aici Balonne River, numind locul Podul Saint Georges (Saint Georges Bridge). Orașul a luat ființă în locul acela în anul 1862.
Saint George este un centru regional agricol, fiind printre locurile importante din Australia unde se cultivă bumbac, grâu, zarzavaturi și fructe. De asemenea este important de amintit creșterea vitelor și oilor. Râul Balonne River care este bogat în pește, este un rezervor important de apă pentru oraș.
Localitatea este și un punct de intesecție a principalelor drumuri din Queensland. Orașul mai este cunoscut și prin colecția de ouă dăruită orașului de Steve Margaritis, care a realizat șn 40 de ani colecția amintită. Unele dintre ouă sunt gravate și iluminate pe dinăuntru, ele fiind prezentate la expoziții internaționale.